# 博夫勒
博夫勒（法語：Boffles，法語發音：[bɔfl]）是法国上法蘭西大區加来海峡省的一个市镇，属于阿拉斯区。

## 地理
博夫勒（50°15'16"N, 2°12'9"E）面积3.27 平方千米，位于法国上法蘭西大區加来海峡省，该省份为法国北部沿海省份，西北濒北海，南至索姆省，东临北部省。
与博夫勒接壤的市镇（或旧市镇、城区）包括：瓦克里勒布克、讷莱索克西、鲁日费、比尔欧布瓦、阿图瓦地区福尔泰勒。
博夫勒的时区为UTC+01:00、UTC+02:00（夏令时）。

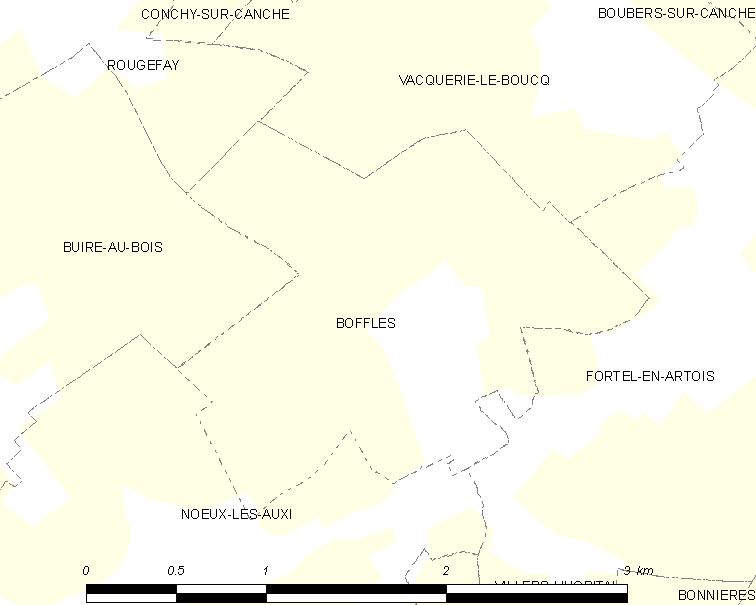
博夫勒的OSM定位图

## 行政
博夫勒的邮政编码为62390，INSEE市镇编码为62143。

## 政治
博夫勒所属的省级选区为欧克西堡县。

## 人口

1962-2008年间博夫勒人口变化图示

博夫勒于2022年1月1日时的人口数量为47人。